# Пиерикос Типос
„Пиерикос Типос“ (на гръцки: Πιερικός Τύπος, в превод Пиерийски печат) е гръцки вестник, издаван в Катерини.
Вестникът е основан в 1969 година и се печата в Солун. Собственик на вестника е Димитрис Мосхотеляс. Вестникът публикува основно новини. След спирането му в 1973 година журналистът от „Пиерикос Типос“ Кирякос Цобанопулос основава вестник „Олимпио Вима“.